# Soligorsk (stacja kolejowa)
Soligorsk (biał. Салігорск; ros. Солигорск) – stacja kolejowa w Soligorsku, w obwodzie mińskim, na Białorusi, obsługiwana przez mohylewską administrację Kolei Białoruskich. Jest stacją końcową na linii kolejowej ze Słucka.
Budynek stacji, w którym znajdują się kasy kolejowe i autobusowe, został oddany do użytku w 1984 roku. Dawny budynek stacji Soligorsk znajdował się w innym miejscu, na obecnym przecięci ulic Włodzimierza Lenina i K. Zasłonawa, a zburzony został w 2006. 
Kasy biletowe czynne są codziennie od 6 do 22:30.

## Linie kolejowe
- Linia Słuck – Soligorsk